# Marebito
Marebito (稀人), traduïda a Espanya com a Seres extraños i a Mèxic com a Terror Encandenado, és una pel·lícula de terror japonesa dirigida per Takashi Shimizu i estrenada el 2004.

## Argument
La pel·lícula tracta sobre un home anomenat Masuoka (Shinya Tsukamoto), que porta sempre amb ell una càmera de vídeo. Masuoka s'obsessiona amb la idea de la por en veure un home aterrit que se suïcida clavant-se un ganivet a l'ull. Desitjant entendre la por que va sentir el suïcida abans de morir, Masuoka descendeix a un laberint subterrani sota la ciutat, on veu criatures humanoides que caminen sobre les seves mans i genolls, i gemeguen com a gossos. Mentre explora la sèrie de túnels i passatges, Masuoka es troba amb una persona sense llar que viu allí i que li adverteix sobre els Deros. Després es troba amb el fantasma de Kuroki, el suïcida, aprenent més sobre el món subterrani.
Després d'algunes hores d'exploració, Masuoka descobreix una serralada i un poble construït pels habitants subterranis. En aquest poble troba a una noia nua (interpretada per Tomomi Miyashita) i encadenada a la paret. Masuoka l'allibera i la porta a casa on observa que la noia ni menja, ni beu, ni parla.
La noia, a qui anomena F, sembla una mica més que humana, i Masuoka s'obsessiona per comprendre-la. Instal·la càmeres que li permeten observar-la des del seu telèfon mòbil quan abandona l'apartament, càmeres que revisa regularment. Un dia, en el centre comercial, la veu parlant amb algú fora de càmera. Un amenaçador home de negre apareix darrere d'ell. Quan torna a l'apartament, una dona amb una jaqueta groga s'amaga a l'escala enfront de la seva porta. A l'interior, troba a F que està patint convulsions. Intenta donar-li menjar, però ella no vol. Masuoka descobreix que falten dotze segons d'enregistrament de la càmera, aleshores rep una misteriosa trucada des d'un telèfon públic que li adverteix que està en seriosos problemes.
Després de ser copejat amb la seva càmera per un desconegut al que va filmar, Masuoka es fa un tall al dit amb la lent trencada i torna a casa. Descobreix que F sobreviu amb la sang quan aquella li llepa el dit. Masuoka comença a cuidar-la i li proporciona cadàvers d'animals. Aleshores decideix deixar d'intentar tractar a F com un ésser humà, i comença a considerar-la com la seva mascota.
Més endavant, una dona vestida de groc s'enfronta a ell en el carrer, dient que la F és la seva filla Fuyumi i li exigeix que digui on està. Masuoka nega que ell retingui la noia i arrenca a córrer, tornant al seu apartament per trobar que ha estat regirat i que la noia ha desaparegut. Vaga pels carrers buscant-la i es troba amb l'home de negre, que li expressa la seva decepció en la cura de la noia, parlant telepàticament amb ell amb la mateixa veu que en la trucada telefònica. Quan Masuoka torna a l'apartament, troba que F ha tornat, i veu les seves mans ensangonades.
Quan torna a sortir del seu apartament, apareix de nou la dona de groc, el segueix i l'exigeix parlar amb ell. Ell entra a un carreró sense dir res i encén la seva càmera. La dona diu que vol veure a la seva filla, moment en què Masuoka l'apunyala i la mata. Més tard, mata a una adolescent a la qual va conèixer amb el pretext d'una filmació pornogràfica. Drena la sang de les dones en ampolles i alimenta a F. Masuoka fa una trucada a un telèfon públic i li parla amb un desconegut que li diu que ara cuida millor a la noia.
Mentre filmava per a un equip de notícies en l'escena del segon assassinat, Masuoka veu a una dona a la que va filmar amb anterioritat al seu apartament i que va descriure com paranoica. Treu a F de l'apartament i la abandona en una sala de karaoke per tal de viatjar pel seu compte durant un període. Assegut en un moll, Masuoka parla del seu interès pel terror amb Kuroki.
Masuoka es converteix en una persona sense llar i dorm al parc on va matar a l'adolescent. Breument admet en el seu interior que va assassinar la seva esposa i una desconeguda i que va tractar la seva filla com un animal, abans de veure un parell de Deros i trobar un telèfon cel·lular que ho porta de retorn al seu apartament per trobar F. El fantasma de la seva dona apareix darrere de Masuoka a l'ascensor. Ell entra a l'apartament i troba a F molt dèbil tirada al terra. Ella li parla per primera vegada, i ell es talla una comissura de la seva boca per donar-li menjar. La pel·lícula acaba quan F porta Masuoka de retorn al món subterrani. Masuoka ho grava tot mentre sembla que finalment ha descobert la por que al principi tan l'intrigava.

## Anàlisi crítica
En diversos moments de la pel·lícula, es donen diverses pistes per saber què li està succeint a Masuoka. Les primeres converses a la pel·lícula semblen suggerir que els túnels subterranis i la pròpia F poden ser una manifestació física d'idees humanes. La pel·lícula fa referència en repetides ocasions a perilloses criatures anomenades Deros que viuen sota terra, aquests porten el nom dels "robots perjudicials" de l'obra Un advertiment per a l'home del futur, de Richard Sharpe Shaver. Més endavant se suggereix que Masuoka està boix i delirant, tal vegada perquè ha deixat de prendre Prozac i que les seves al·lucinacions ho han portat a matar a gent innocent i tractar a la seva filla com un animal. El final de la pel·lícula no ofereix cap explicació concreta.

## Producció
La pel·lícula va ser realitzada en vídeo digital entre el rodatge de Ju-on: The Grudge i The Grudge.